# South Gneiss
South Gneiss är en kulle i Antarktis. Den ligger i Sydorkneyöarna. Argentina och Storbritannien gör anspråk på området. Toppen på South Gneiss är 108 meter över havet. South Gneiss ligger på ön Signy.
Terrängen runt South Gneiss är varierad. Trakten är obefolkad. Det finns inga samhällen i närheten. 